# Provincia Agrigento
Provincia Agrigento este  o unitate administrativă în regiunea Sicilia din Italia. Reședința sa este orașul Agrigento. Cuprinde un număr de 43 comune.